# Résidence de montagne de Chengde
La résidence de montagne de Chengde (避暑山庄 ; pinyin : Bìshǔ Shānzhuāng' ; littéralement : résidence de montagne pour fuir la chaleur' ; Mandchou : Halhūn be jailara gurung) ou Ligong (离宫; pinyin : Lígōng), était le palais d'été de la dynastie Qing. Située dans la ville de Chengde, dans la province chinoise du Hebei, elle constitue le plus grand jardin impérial existant au monde.
Sa construction dura 89 ans, de 1703 à 1792. Elle couvre une superficie totale de 5,6 km2, pratiquement la moitié de la superficie de la ville. C'est un vaste complexe de palais et de bâtiments administratifs et cérémoniels. Les temples de divers styles architecturaux et les jardins impériaux s'allient harmonieusement en un paysage de lacs, de pâturages et de forêts. Outre son intérêt esthétique, la résidence de montagne constitue un précieux témoignage sur la société féodale en Chine dans sa phase finale de développement.
Les empereurs Kangxi, Qianlong et Jiaqing avaient l'habitude d'y passer plusieurs mois par an pour échapper à la chaleur estivale de la capitale Pékin (Beijing), ce qui explique que le sud de la résidence ait été conçu pour ressembler à la Cité interdite de Pékin. Elle comprend deux parties : sur la façade, une cour où l'empereur recevait les officiels de haut rang, les nobles des diverses minorités nationales, et les représentants officiels étrangers ; et à l'arrière les chambres où résidait la famille impériale.
La résidence de montagne est connue pour bénéficier d'une température de trois degrés inférieure à celle de la ville de Chengde elle-même.

## Curiosités
La résidence de montagne est particulièrement célèbre pour ses 72 curiosités dont les noms sont la création des empereurs Kangxi et Qianlong. La plupart des curiosités autour du lac ont été reproduites à partir d'originaux situés dans des jardins célèbres de la Chine du sud. Par exemple, le bâtiment principal sur l'île du lotus vert, la Tour du Brouillard et de la Pluie (烟雨楼 ; pinyin : Yānyǔ Lóu), est une copie de la tour du lac Nanhu à Jiaxing dans la province du Zhejiang.
La résidence a été inscrite en 1994 sur la liste du patrimoine mondial de l'UNESCO.

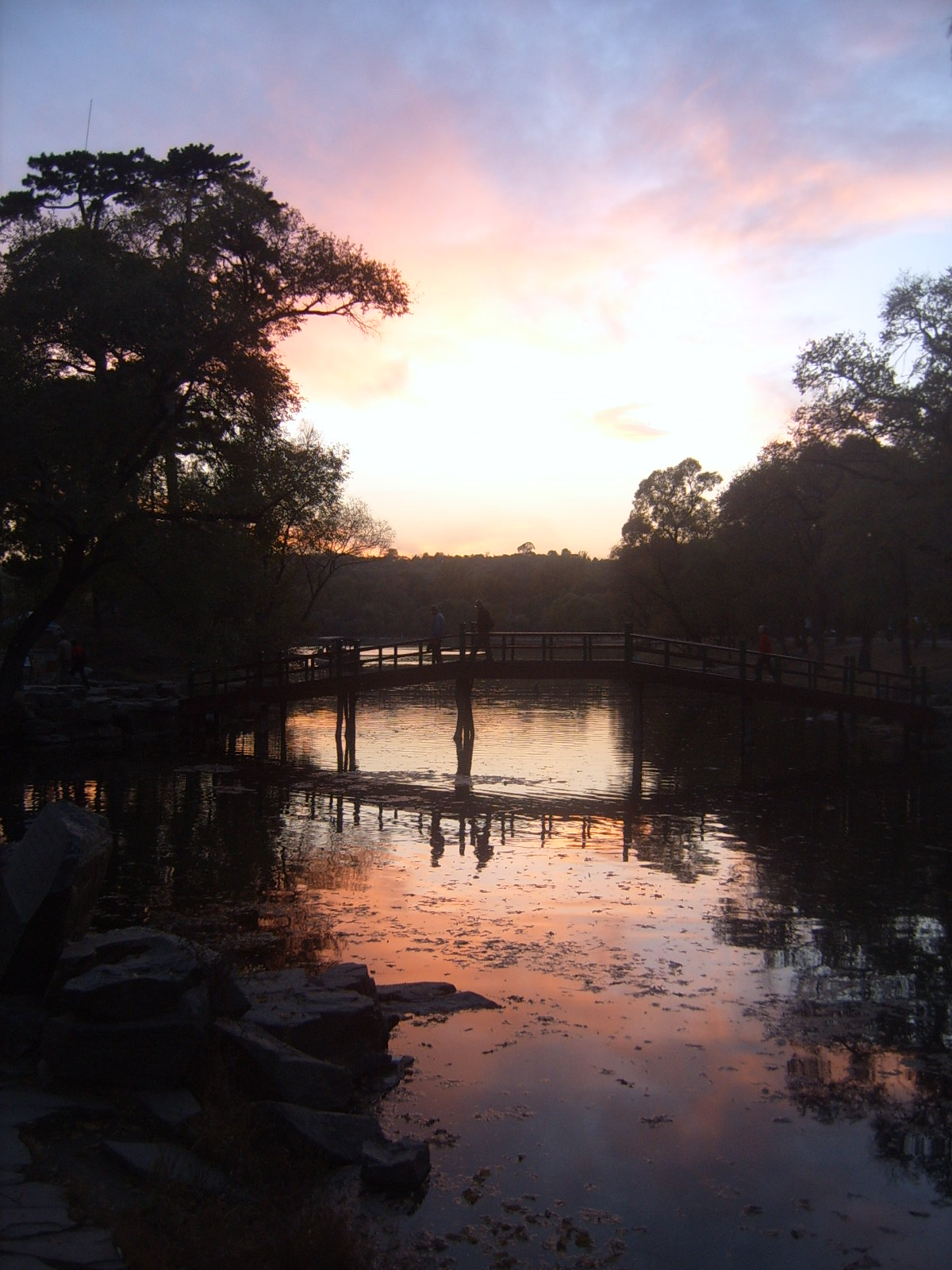
Coucher de soleil sur le lac